# Ontonagon
Ontonagon är administrativ huvudort i Ontonagon County i den amerikanska delstaten Michigan. Enligt 2010 års folkräkning hade Ontonagon 1 494 invånare.